# 陆军航空兵

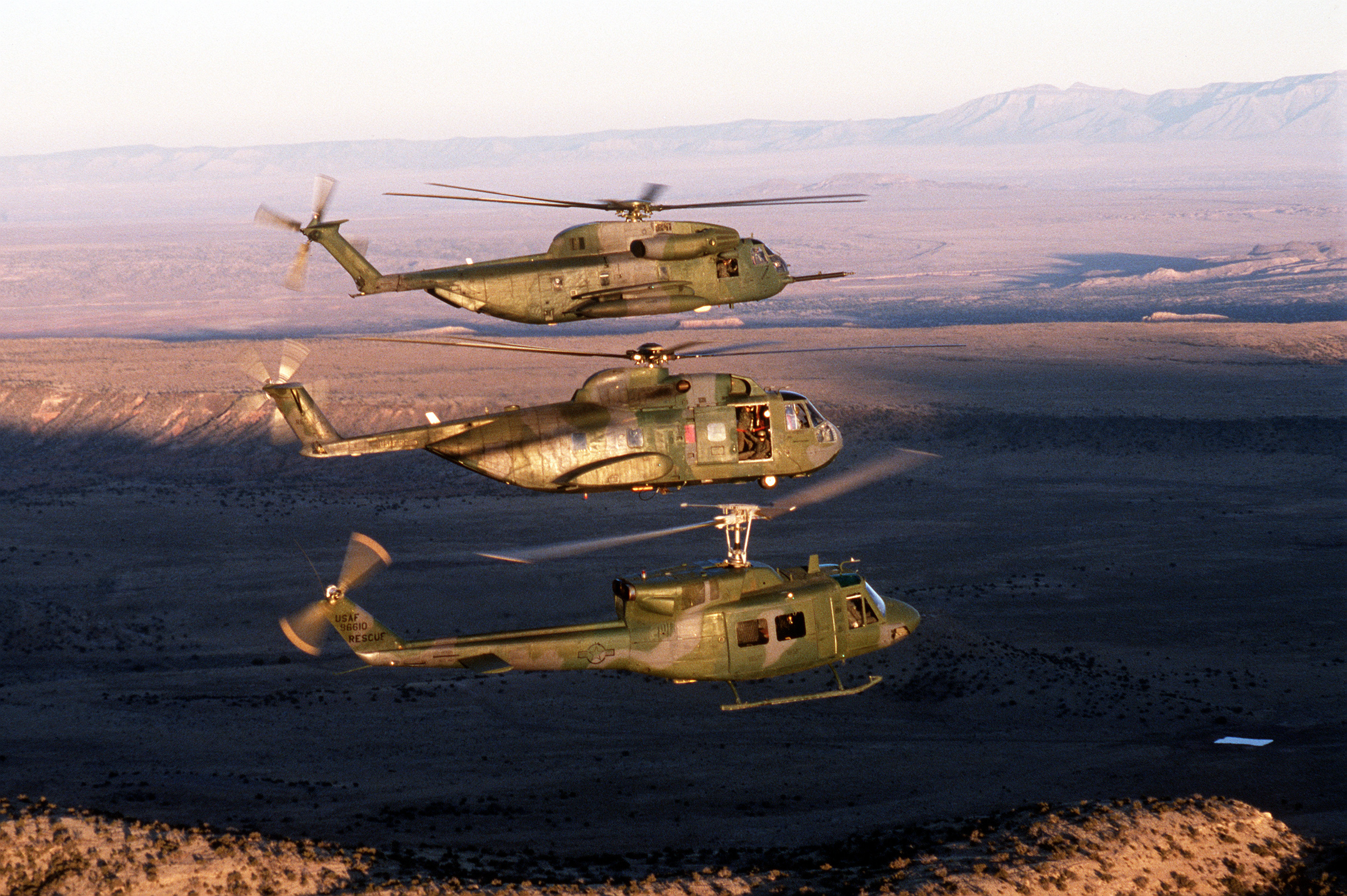
美軍三款陸軍直升機

陆军航空兵或陸軍航空飛行隊，是陆军的軍事航空武力。通常装备直升机和轻型支援固定翼飞机。

## 任务
各國的陸軍航空部队的任务是定义略有不同，这取决于各个国家的需要。通用的任务，适用于所有陆航部队：
- 后勤和战场支援
- 战术运输内部和外部的人力和物力
- 突击职责和反坦克战
- 搜索和救援
- 医疗后送
- 多兵種合成部隊（聯兵部隊）（英语：Combined arms）侦察和火力支援
- 监测
- 联络
- 飞行训练
- 救灾

## 设备
为了履行其多方面的任务，陸軍航空部队大多采用直升机。这些直升机可分为以下几种类型：
- 攻击直升机：近距离空中支援地面部队和反坦克作战
  - AH-1
  - AH-64
  - Mi-24
  - Mi-28
  - Ka-50
  - 直-10
- 运输直升机：主要擔任運送兵員、特種部隊垂降、輕型車輛或火炮的吊運
  - Mi-26
  - CH-47
  - CH-53直升機
  - 直-8
  - 直-18
  - 超級黃蜂式直升機
- 观察直升机：機上裝載偵照設備，以偵測敵方動向並給定敵目標座標
  - OH-58
- 多用途直升机：任務多元化，可做不同類型改裝，甚至可配備簡單的機槍或火箭彈
  - UH-1
  - UH-60
  - 直-9
  - 歐直AS365海豚直升機
- 医疗后送直升机：機上主要裝載醫療設備，除了在機上穩定傷兵病情外，亦可將重傷者儘速移往前線軍醫院或醫療帳篷
- 训练直升机

二次大戰時期的美國陸軍航空隊與大日本帝國陸軍航空隊，雖有裝備戰鬥機與轟炸機，但指揮權仍屬於陸軍；後來二戰戰後才獨立出來演變為美國空軍與航空自衛隊。

## 各國／地区陸軍航空單位
- 中華民國：陸軍航空特戰指揮部（航特部）
- 中华人民共和国：中国人民解放军陆军航空兵
- 美国：
- 大韓民國：陸軍航空作戰司令部（朝鲜语：항공작전사령부）
- 日本：
  - 陸上自衛隊航空科
  - 帝國陸軍飛行戰隊（1945年廢止）
- 阿根廷：陸軍航空兵（英语：Argentine Army Aviation）
- 英国：陸軍航空隊（英语：Army Air Corps (United Kingdom)）
- 德国：陸軍航空團（英语：German Army Aviation Corps）
- 印度：陸軍航空團（英语：Army Aviation Corps (India)）
- ：陸軍航空兵（英语：Australian Army Aviation）
- 巴西：陸軍航空司令部（英语：Brazilian Army Aviation Command）
- 哥伦比亚：國民軍航空兵（英语：Colombian National Army Aviation）
- 法國：陸軍輕航空兵（英语：French Army Light Aviation）
- 印度尼西亞：陸軍航空兵（英语：Indonesian Army Aviation）
- 伊朗：陸軍航空兵
- 義大利：陸軍航空兵
- 马来西亚：陸軍航空兵（英语：Malaysian Army Aviation）
- 尼泊尔：陸軍航空隊（英语：Nepalese Army Air Service）
- 葡萄牙：陸軍輕航空隊（英语：Portuguese Army Light Aviation Unit）
- 巴基斯坦：陸軍航空團（英语：Pakistan Army Aviation Corps）
- 西班牙：陸軍空中機動部隊（英语：Spanish Army Airmobile Force）

## 延伸阅读
- Allen, Matthew, , Westport (CT): Greenwood, 1993, ISBN 0-3132-8522-5
- Gunston, Bill, , New York: Arco Publishing, 1981, ISBN 0-6680-5345-3
- Halberstadt, Hans, , Novato (CA): Presidio, 1990, ISBN 0-8914-1251-4
- Sutton, John; Walker, John, , London: Cooper, 1990, ISBN 0-8505-2724-4
- Warner, Guy; Boyd, Alex, , Newtownards, Co. Down: Colourpoint Books, 2004, ISBN 1-9042-4227-8
- Young, Ralph B., , Ramsey (NJ): Huey Co., 2000, ISBN 0-9671-9801-1